# Heteroporus kinabaluensis
Heteroporus kinabaluensis är en svampart som beskrevs av Corner 1987. Heteroporus kinabaluensis ingår i släktet Heteroporus och familjen Meruliaceae.   Inga underarter finns listade i Catalogue of Life.